# Cerastium qingliangfengicum
Cerastium qingliangfengicum là loài thực vật có hoa thuộc họ Cẩm chướng. Loài này được H.W.Zhang & X.F.Jin mô tả khoa học đầu tiên năm 2008.